# 月亮大骗局

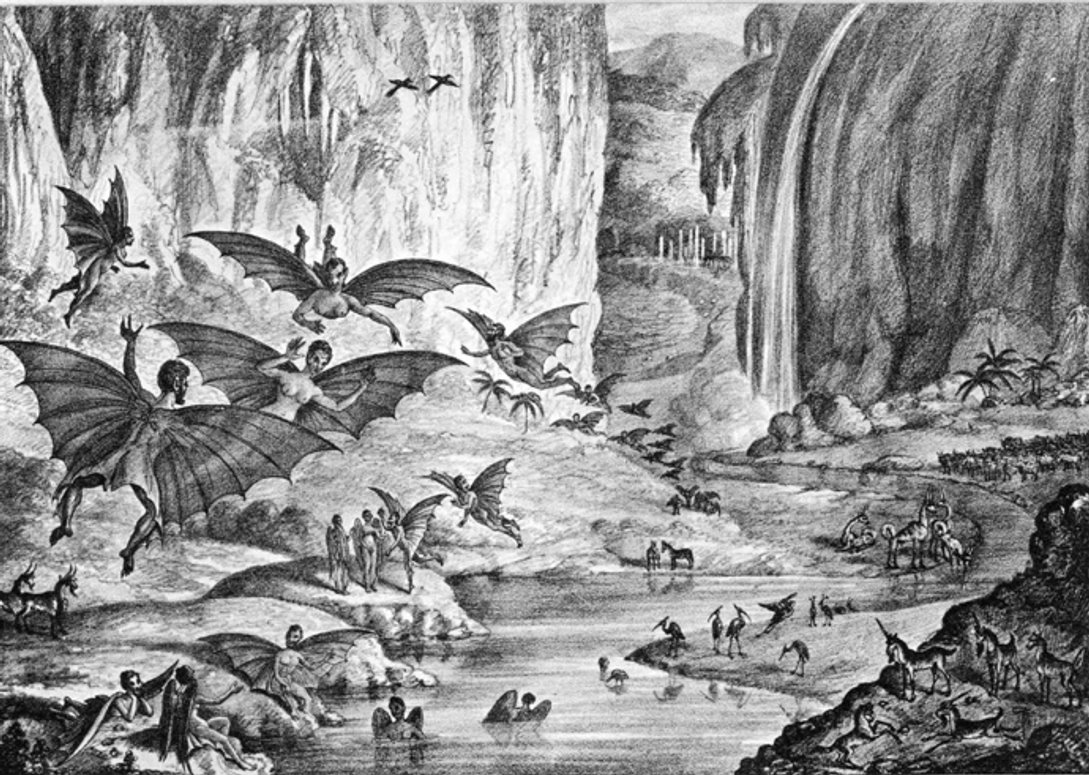
《太阳报》刊登的大骗局中红宝石露天竞技场石版画。

 月亮大骗局（英語：Great Moon Hoax）指的是1835年8月25日《太阳报》刊登的，讲述在月球上发现生命甚至文明的六篇连载文章。这一发现假托当时最著名的天文学家之一—约翰·弗雷德里克·威廉·赫歇尔爵士，而文章的真正作者通常被认定是《太阳报》记者“理查德·亚当斯·洛克”（Richard Adams Locke），尽管他从未正面公开回应过。后来洛克的密友兼传记作家“威廉·格里格斯”（William Griggs），在1852年出版的一本《戏弄者传》中透露了洛克的作者身份，但这一问题最终仍悬而未决。
该故事于1835年8月21日就开始公告，据说转载自苏格兰《爱丁堡·库兰特报》。四天后的8月25日，六篇中的第一篇被发表。

## 文章

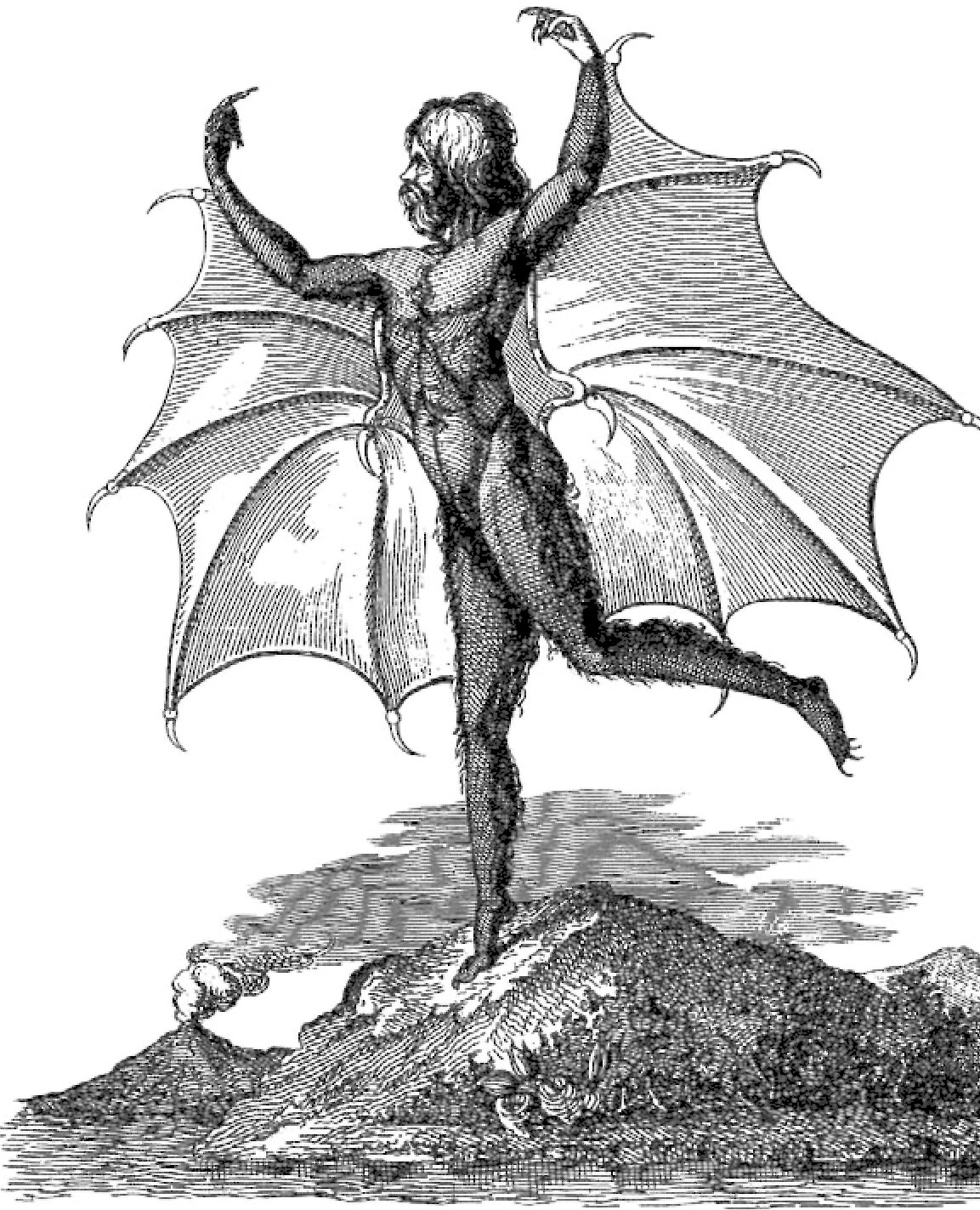
男蝙蝠人像，来自那不勒斯出版的《月亮大骗局》。

从8月25日到31日，在《太阳报》版面中连续刊登了六篇同一标题的文章（其中有两天休息，报纸未发行），标题内容:
|  | 皇家天文学会会员约翰·赫歇尔爵士 在好望角 最新的 天文大发现 [来自《爱丁堡科学杂志》增刊] |

头一篇文章以极其严谨的口吻报道了约翰·赫歇尔采用全新原理建造的规模空前的反射望远镜。其原理，赫歇尔推测在望远镜目镜上装上显微镜，并将图像显示在墙上的画布上，将能看清非常微小的图像细节。用这种不可思议的方式，据称赫歇尔最终实现了高达42000倍的放大效果，通过这一工具，使他“牢固确立了一种新的彗星理论、解决或纠正了几乎所有数理天文学的前沿问题”，并能以相当于100码远的距离看清月表上的物体，最后，惊人地发现了与人类相似的月球居民。
该巨型望远镜的镜头重达七吨，一种基本没有镜筒的新式反射望远镜，借助杠杆系统可进行旋转。英国政府为建造这样一具令人难以置信的装置拨付了资金，并关照所有参与方均须严格保密，表面上是为了担心不成功可能会带来的耻辱，反之亦然，以便能一举获得展现“国家和皇冠显赫荣耀 ”的机会。《太阳报》获得发布这一发现的消息，主要得益于它的一位记者与威廉·赫歇尔的学生及他儿子的“永久秘书”-“安德鲁·格兰特”博士（Andrew Grant）间的友情。后来证明，格兰特博士根本就不存在。

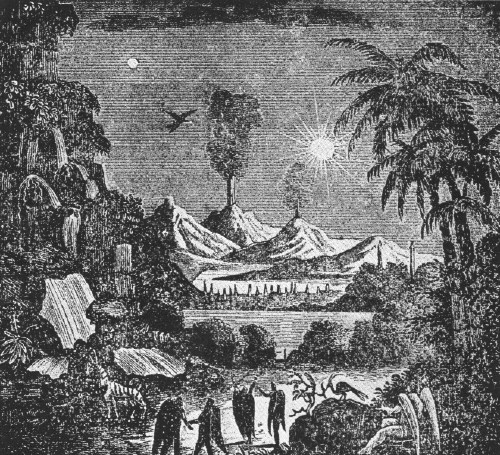
月球上的大发现， 1835年8月25日«大阳报»。

英国天文学家理事会对新望远镜原理和发明家深邃构思给予了高度评价，政府决定请求他观测发生在本年度11月7日的水星凌日，这对天文学和航海都非常重要。1934年9月4日，赫歇尔与安德鲁·格兰特博士、 皇家海军上尉兼工程师德拉蒙德以及一大群最优秀的英国机械师一道从伦敦乘船起航，经过一段短暂而愉快的旅程，到达了位于开普敦东北约三十五英里的一处高海拨台地上，赫歇尔和他的助手们在短时间内成功修建了一座架设在二道同心铁轨圈上的小型木制天文台，天文台的核心是一架巨型望远镜。
最后，赫歇尔博士把他的望远镜指向了月球，更确切地，文章作者说，“操纵”它看到了月球上的海面、大洋、河流和无数的火山，既有正在喷发的也有早已沉寂的，以及云杉、落叶森林、棕榈树，最后还有各种水果和花卉。理查德·亚当斯·洛克描绘了一幅奇异的美丽景象，如散布着各色碎水晶，被海滩环绕的水晶岛，在阳光下折射出各种颜色的彩虹、斜映在月球湖面上的蓝宝石山峰和透明的石英山巅。 
从望远镜中他们也观察到了无数的动物和鸟类，因此，月球上也有与地球相似的野牛和绵羊，在丰富海和酒海之间，有一种像蓝山羊一样，但前额长有独角的可爱野兽，所以他们将最先看到这种野兽的山谷称为“独角兽谷”。此外，在恩底弥翁环形山周围还有长角的熊、数种鹿和大量的鸟类，尤其是灰鹈鹕、鹳和野鸽。接下来，就在距离不远处，赫歇尔博士发现到了首个居住在月球上的智慧生物痕迹，它们是双足河狸，住在茅屋里，会用火，其证据是飘浮在屋顶上像雾般的袅袅炊烟。这些河狸像人类一样将它们的幼崽抱在怀中，轻快地行走着，数次持续出现在望远镜中，但最后，在朗伦湖附近的红宝石竞技场，从镜头里又出现了另一种外形更像人类的生物。

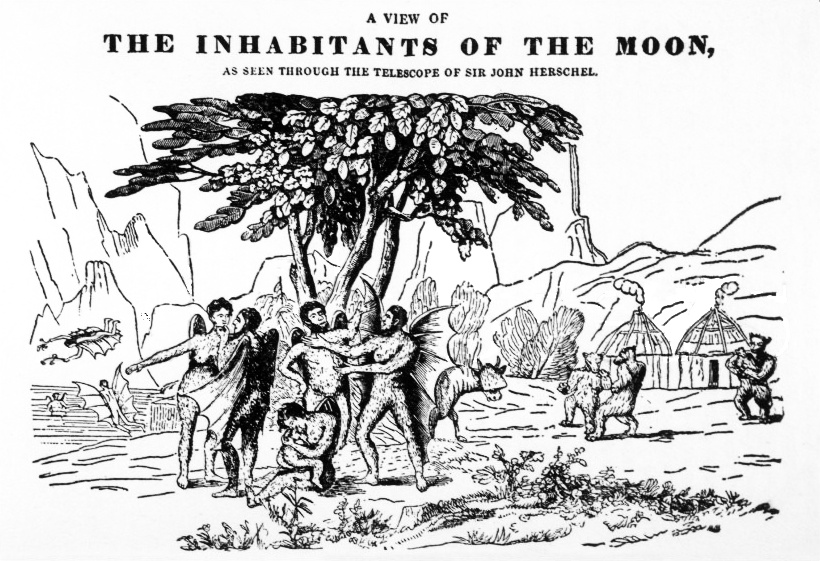
«月球居民»，1836年英文重印版中的版画，背景可看到双足河狸和它们居住的小屋。

它们是一种长有蝙蝠翅膀的类人生物（“蝙蝠人”），平均身高四英尺、脸像猩猩，略显黄瓤色，前额宽大，嘴巴非常突出，虽然下颚上留着厚厚的胡须，但嘴唇远比任何猿猴更像人类，遍体长满短而光泽的紫铜色毛发，从肩膀到小腿紧贴着一对薄膜翅膀，专吃水果，在河流中沐浴，从一地飞到另一地，其娱乐行为可能“与我们的世俗礼仪观相抵触”。
进一步的观察表明，月球上还不止一种长翅膀的生物，在虹湾附近的一道溪谷中，还有另一种会飞的“蝙蝠人”，它们的身材更高大、肤色也更浅，属于更加社会化的群落，主要吃一种葫芦样的黄色大水果，它们用手指挖出果肉，吃相稍显粗鲁，然后扔掉果皮。此外，有一种常见于垂挂在树枝上的小红果，形状像黄瓜，带有一片宽大的黑叶子，也被堆放在几个围坐圈的中央。但它们似乎只吮吸果子的汁液，然后在手掌中搓摩并啃掉果蒂。它们看上去好似兴高彩烈，甚至彬彬有礼。我们看到很多场合下，坐在最靠近水果堆旁的一位，会将最大最艳的水果抛递给对方或身边的同伴，此种情况不在少数。当它们进行野外聚宴或聚会时，总是双膝跪坐在草地上围成一圈，双脚呈三角状交叠在一起 。出于某种神秘或其它的的原因，它们似乎特别钟爱这种仪式，因为，我们发现，每个群落和聚会圈在散开前，都会围成这种形状，通常其中一位会步入圈中，双肩举过头顶，双掌合拢，然后聚会中的其它成员也跟着一起向前伸出双臂，指尖合成一个锐角，这反映出它们属于一种遵从秩序和从属关系的生物。

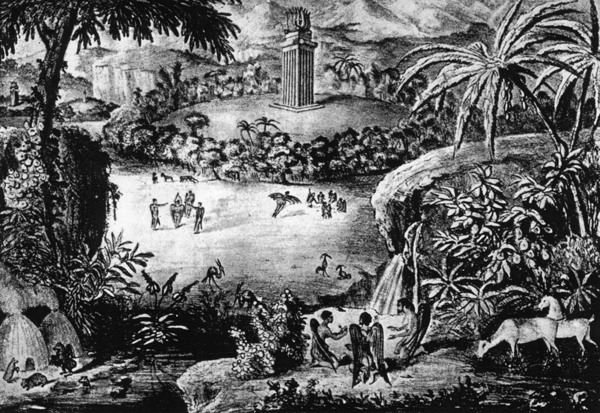
虹湾和月亮神殿，1835年8月25日«大阳报»。

8月31日的文章描述这种月球生物：个体外观“更胜于画家笔下的天使”，快乐地在树林里采集水果、进餐、飞翔、沐浴、游荡于悬崖之巅。尽管它们是这一富饶溪谷中最高等的动物，但也并非唯一的居住者，我们在非常遥远地方所发现的大部分其他动物，也出现在这里，至少有八到九种四足动物，其中最吸引人的是一种高大的白色牡鹿，长着高耸乌黑的鹿角，我们曾见到这种优雅的动物多次蹓近到那些半人类生物的派对旁，浏览它们身旁的牧草，没有出现丝毫恐惧或惊吓的表现。月球上所有生物间普遍相处和睦，显然不存在肉食猛兽，这使我们感到倍加欣慰，也更钟爱我们地球这颗可爱的夜晚伴侣。
此外，月球飞人或至少其中的一部分，能够进行复杂的建筑任务，创造日常生活和艺术品。观测到的皇冠物体是一座四壁镶有发光蓝宝石和铜屋顶的神殿。
…那是一座正方形的神殿，由发光蓝宝石或其他类似的华丽蓝石构成，像一颗蓝宝石，闪耀着无数金光，在阳光下闪闪发亮。屋顶是由一种黄色金属制成，由三部分组成，它根本不像塔状，而是向中心汇聚，但又被进一步挤压、扭曲和分裂，代表着始于一颗火星，而后向四面八方狂舞的一团熊熊火焰。它如此充分、完美地展现了自身决非为大自然所创造。透过那些金属火舌间的缝隙，我们可以窥视到一颗深色的拉丝金属球，颜色与铜相似，外面部分被火焰覆盖和环绕，仿佛没被燃烧和吸收尽的残渣……。建造它的工匠们想要传达什么样的灵感，描绘一颗被火焰包裹着的球体？是否它们想要诉说远古曾经发生过的灾难，抑或还是预示我们未来将要面临的灾祸？ 
蓝宝石立柱所围成的神殿内是空的，没有祭坛，既不祭祀，也不祈祷，可以假定，也许它们信仰的并不是宗教，而是科学，或许这是一座建造世代已久的纪念碑。
最终，作者宣布，由于太阳导致望远镜损坏，观测现已停止。具体起因是：在一整夜观察后，望远镜未被降下放平，导致次日清晨，穿过镜头的阳光经透镜聚焦，在天文台引发火灾。通过近一周的抢修，设备被重新修复，但天气已不利于再观察月亮。据说约翰·弗里德里希·赫歇尔爵士将他的望远镜指向了土星，确定了环绕土星的双环是由两颗被摧毁的行星碎片所构成，这二颗小天体以前属于太阳系，在爆炸时被引力聚集到土星巨大的身体周围，但由于其非凡的自转速度产生的巨大离心力，使它们不会掉落到土星上。赫歇尔爵士很清楚地发现这些环是由岩石地层组成的，是以前星体的残余，处于荒芜和可怖的混乱状态，但不乏“山川海洋”痕迹。最后，文章在结尾时允诺，不久后，赫歇尔爵士和英国皇家天文学会将会在下一份官方报告中公布更多惊人的细节。

## 作者身份

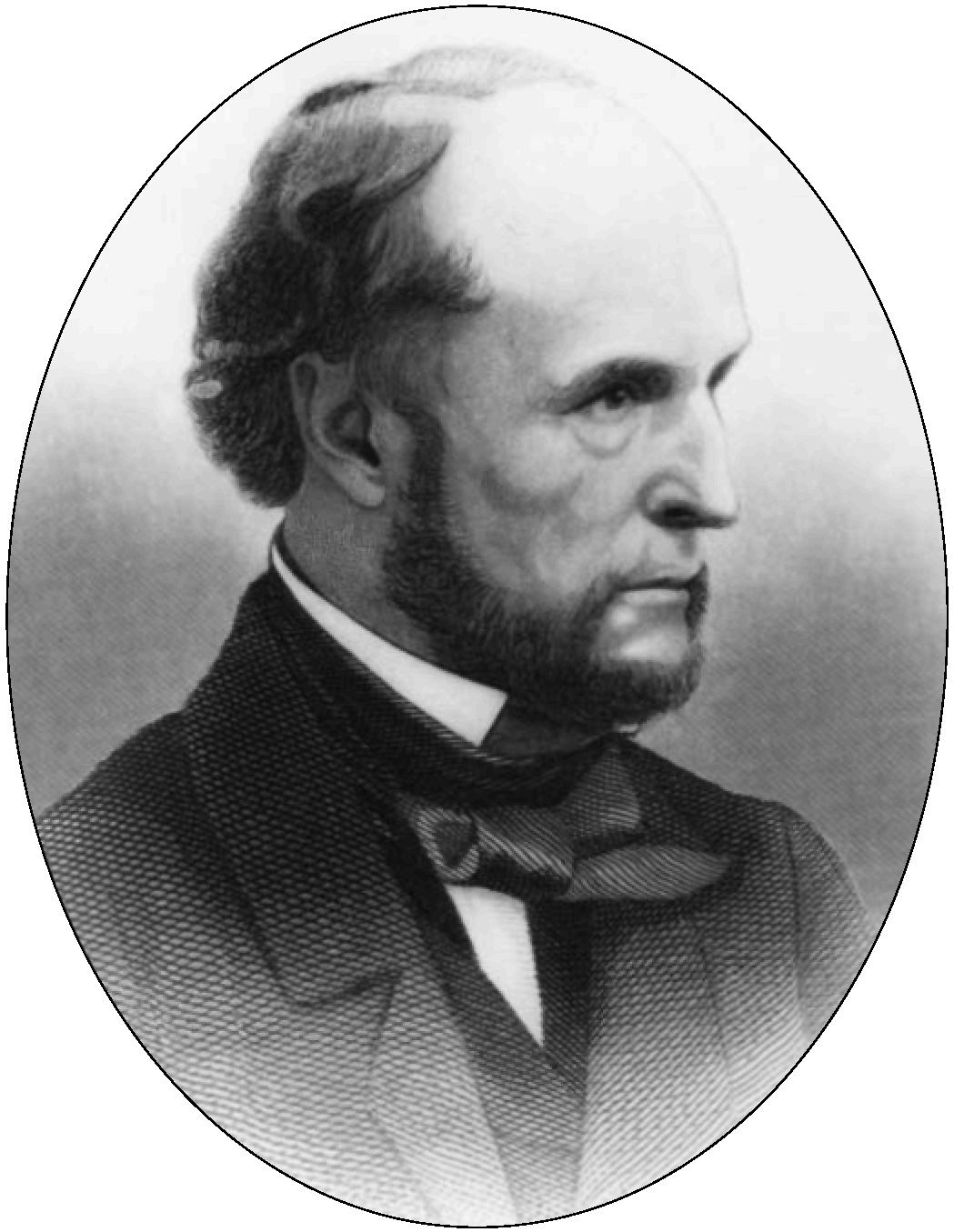
唯一一幅已知的理查德·亚当斯·洛克肖像

该系列文章的作者被认定是“理查德·亚当斯·洛克”（Richard Adams Locke），一名在1835年8月曾为《太阳报》工作的记者。1840年洛克在写给《新世界周报》的一封信中，讲到过是文章的作者。不过，谣言仍未平息，其他人也纷纷参与其中。另外两位被注意到与此起恶作剧有牵连的人士是：当时在美国旅行的法国天文学家“让-尼古拉·尼科莱”（Jean Nicolas Nicollet）（月球大骗局出现时，虽然他在密西西比州而不在纽约）和文学杂志《纽约月刊》（The Knickerbocker）编辑“刘易斯·盖洛德·克拉克”（Lewis Gaylord Clark）。但除洛克以外，没有证据表明其他人也都是大骗局的作者。 
如果洛克确实是这一故事的编造者，那么其可能的意图：一是制造一则耸人听闻的故事，以提高《太阳报》的发售量；其二，嘲讽最近发表的不实天文理论，例如：1942年慕尼黑大学天文学教授弗朗茨·冯·格罗特胡森，曾发表过一篇题为《发现月球居民众多独特的痕迹，尤其是他们巨大的建筑物》的论文。格罗特胡森称观察到月球表面的各种颜色，他认为这些与气候和植被带有关。他还注意到一些线条和几何形状，觉得这表明了存在墙壁、道路、防御工事和城市。
但是，洛克讽刺的一个更直接对象，是出版过第一部书后就被封为“基督教哲学家”的“托马斯·迪克”（Thomas Dick）。迪克曾计算出太阳系包含有21891974404480（21兆9000亿）名居民，事实上，据他统计，仅月球上就有42亿居民。他的著作在美国非常流行，崇拜者中不乏像拉尔夫·沃尔多·爱默生这样的杰出知识分子。

## 反响与效应
据传 ，《太阳报》的发行量因这一恶作剧而急剧上升，并且比以前永久性地扩大了，由此《太阳报》成为了一份成功的报纸。但这场恶作剧在报导过程中对太阳报发行量所起的作用事实上被夸大了。故事发表后的数个星期里，并没有发现这是一场骗局，甚至在更往后，报纸的发行量也没有出现减少 。
起初，赫歇尔被这一恶作剧逗乐了，他指出自己真正的观察永远不会令人兴奋，但后来在那些认为恶作剧问题很严重人的一再追问下，也变得十分恼怒。
埃德加·爱伦·坡声称该故事是抄袭他早先的《汉斯·普法尔无与伦比的冒险》，当时故事的编辑就是理查德·亚当斯·洛克。后来，爱伦·坡在同一家报纸上发表过《气球-骗局》 。
在洛克的故事发表前两个月，即1835年6月下旬，爱伦·坡就在《南方文学信使》一篇题为《汉斯·普法尔-一个故事》（后又重改为《汉斯·普法尔无与伦比的冒险》）中就发表了自己的《月亮大骗局》。1835年9月2-5日《纽约纪录》曾转载过该则故事，标题为《月球发现，汉斯·普法尔男爵非凡的空中航行》。爱伦·坡描述了一趟乘坐热气球前往月球的航行，在那里，普法尔在月球上与月球人生活了五年，并把一位月球人带回了地球。由于文章叙述的讽刺和滑稽语调，爱伦·坡的《月亮大骗局》故事并不太成功，这就为洛克留下了机会并抢走他的风头。1846年，爱伦·坡在发表于《戈迪夫人杂志》的系列《纽约文人》中为洛克写了一篇传记略。
《月亮大骗局》以及爱伦·坡的“汉斯·普法尔”都在儒勒·凡尔纳《从地球到月球》一书中被提及过。
“内森·迪梅奥”（Nate DiMeo'）的历史播客《记忆之宫》就专门为月亮大骗局出过一集名为《太阳下的月亮》专辑。

## 月球的争论

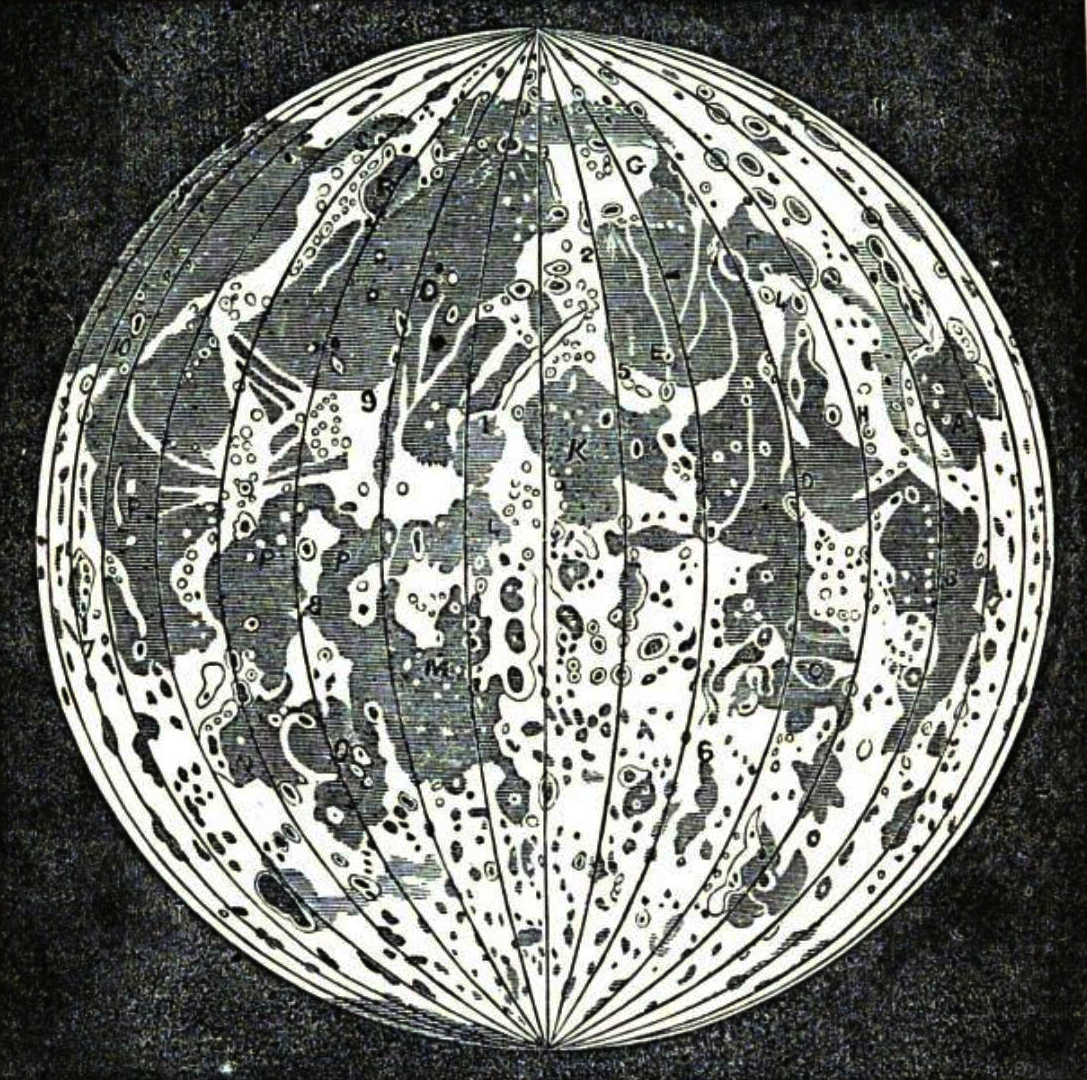
1856年通过罗斯勋爵望远镜看到的月球

十九世纪末，有关宇宙中是否存在智慧生命以及作为特例-月球生命的争议，随着观测天文学的发展，似乎已不再仅仅是一种纯推测性的假设。
事实上，具有信念的康德-拉普拉斯假说令人信服地证明了恒星和行星系的形成规律与我们相类似，化学成分的一致性也支持太阳系其他天体上存在类似地球生命的假设。如果说过去的天文学家是根据造物主的仁慈来这样推定的，那么在现代，行星表面可见的色泽变化、显现和消失的斑块，通常被解释为是所假想月球居民智能活动的表现，最后在月球上观察到的结构都是合理的形式。 
例如，约翰内斯·开普勒相信月球陨石坑是人为的，并且是月球居民的城市（“胞胎”）。 
被假托为月球大发现的威廉·赫歇尔也认为月球上有人居住，1780年，他在写给皇家天文学家内维尔·马斯基林信中说：“毫无疑问，月球上的生命必须以这种或另一种形式存在……” ；皮埃尔·伽桑狄认为，月球上的条件不适合地球生命，因此，居住在那里的生物组织形式必然不同于地球，柏林天文台台长约翰·波得也持同样的观点。 
但是，如果这些最初的假设纯粹是推测性的，尤其是波德，他是以造物慈悲的前提出发的。约翰·希罗尼穆斯·施罗特则在他十八世纪晚期的著作中，报告了对月球大气、道路、绿地、运河，甚至城市的观测，并描述了月表颜色的变化，他认为这与植被和所出现的云、雾以及代表有工业活动的烟有关。 
1824年，慕尼黑大学天文学教授弗朗茨·冯·格罗特胡森发表了一篇论文，他把月表颜色变化与植被联系起来，并声称观察到了道路和城市。 
他的观点完全或部分被伟大的数学家暨天文学家卡尔·弗里德里希·高斯采信；维也纳天文台台长约瑟夫·约翰·冯·利特罗（Johann Josef Litrov）以及海因里希·奥伯斯曾认真讨论过与月球居民勾通的可能性。例如，有人提议在西伯利亚挖掘巨大的几何图形沟渠，在里面注满煤油后点着燃烧。这一讨论曾发表在爱丁堡《新哲学期刊》上，可能引起了洛克的注意，并成为他灵感的主要来源。
然而，1834年的新观察表明，月球上很可能没有大气，因此，它上面也不可能存在任何生物。这一观点得到了支持，尤其是弗里德里希·威廉·贝塞尔的拥护。但《自然神论》的支持者们却依据以下简单结论来捍卫他们的主张，他们认为将地球视作被死星环绕的唯一一座生命孤岛与上帝的意图和怜悯相违背，此类事实没有说服力。在认识到贝塞尔结论的真实性后，他们仍然坚信月球上存在生命，只是与地球生物截然不同。

## 参見
- 月球旅行记，一部拍摄于1902年描述月球上有类似昆虫外星人的法国科学幻想电影。
- 月球梦想家!（Lunarcy!）
- 真实的故事，萨莫萨塔琉善撰写的月球奇遇记小说
- 阿波罗登月计划阴谋论

## 备注
1. ↑  Maliszewski, Paul. "Paper Moon," Wilson Quarterly. Winter 2005. p. 26
2. ↑  Locke J. . Sun (New York). 1835, (8月25日，星期二，早晨)  [2018-08-04]. （原始内容存档于2011-12-05）.
3. ↑  Locke J.  (newspaper) (Wednesday Morning August 26) Sun. New York. 1835  [2018-08-04]. （原始内容存档于2011-12-05）.
4. ↑  Locke J.  (newspaper) (Thursday Morning August 27) Sun. New York. 1835  [2018-08-04]. （原始内容存档于2011-07-09）.
5. ↑  Locke J.  (newspaper) (Friday Morning August 28) Sun. New York. 1835  [2018-08-04]. （原始内容存档于2011-07-09）.
6. ↑  Cosmic Errors （页面存档备份，存于）.（英文） Smithsonian magazine, December 2010
7. ↑  Locke J.  (newspaper) (Saturday Morning August 29) Sun. New York. 1835  [2018-08-04]. （原始内容存档于2011-07-09）.
8. 1 2  Locke J.  (newspaper) (Monday Morning August 31) Sun. New York. 1835  [2018-08-04]. （原始内容存档于2011-07-09）.
9. ↑  Gunn, James E.; Asimov, Isaac. . Englewood Cliffs, NJ: Prentice-Hall. 1975: 51. ISBN 0-89104-049-8.
10. 1 2  . The Deseret Weekly (Salt Lake City, UT: Deseret News Publishing Company). May 13, 1893: 665  [June 27, 2013]. （原始内容存档于2020-08-19）.
11. ↑  Goodman, Matthew. . New York: Basic Books. 2008: 274. ISBN 978-0-465-00257-3.
12. ↑  The Christian Philosopher （页面存档备份，存于）
13. ↑  Dick, Thomas.  (PDF). Philadelphia: Edward C. Biddle. 1845: 276–277 [First published London 1837; New York 1838]  [August 18, 2013].
14. ↑  .   [2010-12-18]. （原始内容存档于2011-08-17） （英语）.
15. ↑  Falk, Doris V. "Thomas Low Nichols, Poe, and the 'Balloon Hoax'" （页面存档备份，存于） collected in Poe Studies, vol. V, no. 2. December 1972. p. 48
16. ↑  .   [2018-07-29]. （原始内容存档于2018-06-21）.
17. ↑  DiMeo, Nate. . The Memory Palace (). WordPress. January 13, 2010  [May 20, 2013]. （原始内容存档于2013-03-09）.
18. 1 2 3  Michael J. Crowe. . Cambridge University Press. 1990  [2018-08-04]. ISBN 0-486-40675-X. （原始内容存档于2018-08-04）.
19. 1 2  Arkhipov, Alexey Viktorovich.  «Secrets of the Moon».   [2018-08-04]. （原始内容存档于2014-08-01）.
20. ↑  Franz von Gruithuisen.  (Journal) Berliner astronomisches Jahrbuch. Berlin: 236. 1825  [2018-08-04]. （原始内容存档于2018-08-04）.